# Aurelio Macchi
Aurelio Macchi (27 de enero de 1916 – 1 de julio de 2010) fue un escultor argentino. Se graduó en la Academia de Bellas Artes el año 1938, y trabajó como ayudante de José Fioravanti. Las obras de Macchi se dispersaron principalmente por los Estados Unidos y Europa, pero el Museo Nacional de Bellas Artes en Buenos Aires incorporó uno de sus trabajos, sólo cuatro años antes de su muerte. 
Usó como materiales la madera y el metal. Sumado a su trabajo individual, fue también docente, y supuso una importante influencia para algunas generaciones de escultores argentinos.
Recibió dos Premios Konex, en 1982 como Escultor figurativo de la historia en Argentina y en 2012 como Escultor y Objeto de la década en esta ocasión fue post mortem.